# Diplectrona solitaria
Diplectrona solitaria är en nattsländeart som beskrevs av Bueno-soria 1986. Diplectrona solitaria ingår i släktet Diplectrona och familjen ryssjenattsländor. Inga underarter finns listade i Catalogue of Life.